# Spatalla
Spatalla Salisb. – rodzaj roślin z rodziny srebrnikowatych (Proteaceae). Obejmuje co najmniej 20 gatunków występujących endemicznie w Republice Południowej Afryki.

## Systematyka
Pozycja i podział rodziny według Angiosperm Phylogeny Website (aktualizowany system APG III z 2009)
Rodzaj z rodziny srebrnikowatych stanowiącej grupę siostrzaną dla platanowatych, wraz z którymi wchodzą w skład rzędu srebrnikowców, stanowiącego jedną ze starszych linii rozwojowych dwuliściennych właściwych. W obrębie rodziny rodzaj stanowi klad bazalny w plemieniu Leucadendreae P.H. Weston & N.P. Barker, 2006. Plemię to klasyfikowane jest do podrodziny Proteoideae Eaton, 1836.
Wykaz gatunków
| - Spatalla argentea Rourke - Spatalla barbigera Salisb. ex Knight - Spatalla caudata R. Br. - Spatalla colorata Meisn. - Spatalla confusa Rourke - Spatalla curvifolia Salisb. ex Knight - Spatalla ericoides Phillips - Spatalla incurva R. Br. - Spatalla longifolia Salisb. ex Knight - Spatalla mollis R. Br. | - Spatalla nubicola Rourke - Spatalla parilis Salisb. ex Knight - Spatalla prolifera Salisb. ex Knight - Spatalla propinqua R. Br. - Spatalla racemosa Druce - Spatalla salsoloides Rourke - Spatalla setacea Rourke - Spatalla squamata Meisn. - Spatalla thyrsiflora Salisb. ex Knight - Spatalla tulbaghensis Rourke |